# Weiberhaus Bützow
Das Weiberhaus Bützow ist ein ehemaliges Gefangenengebäude des Centralgefängnisses Bützow am Schlossplatz in der Stadt Bützow, im Landkreis Rostock, Mecklenburg.

## Geschichte und Architektur
Durch die Neuordnung der Justiz im Großherzogtum Mecklenburg-Schwerin im Jahr 1879 bildete sich das Centralgefängnis Bützow.
In dem gesamten Gebäudekomplex des Großherzoglichen Centralgefängnisses zu Bützow wurden Männer und Frauen inhaftiert.
1880 gab es schon eine Belegung von 67 Personen, davon 10 weibliche Sträflinge. Im kleineren Westflügel des Zuchthauses war das Weiberhaus. Dazu wurde die Station der weiblichen jugendlichen Verbrecher von der Landestrafanstalt Dreibergen zum Schlossplatz verlegt. Es kam zu unerträglichen Missständen durch die ansteigende Anzahl der weiblichen Sträflinge. 

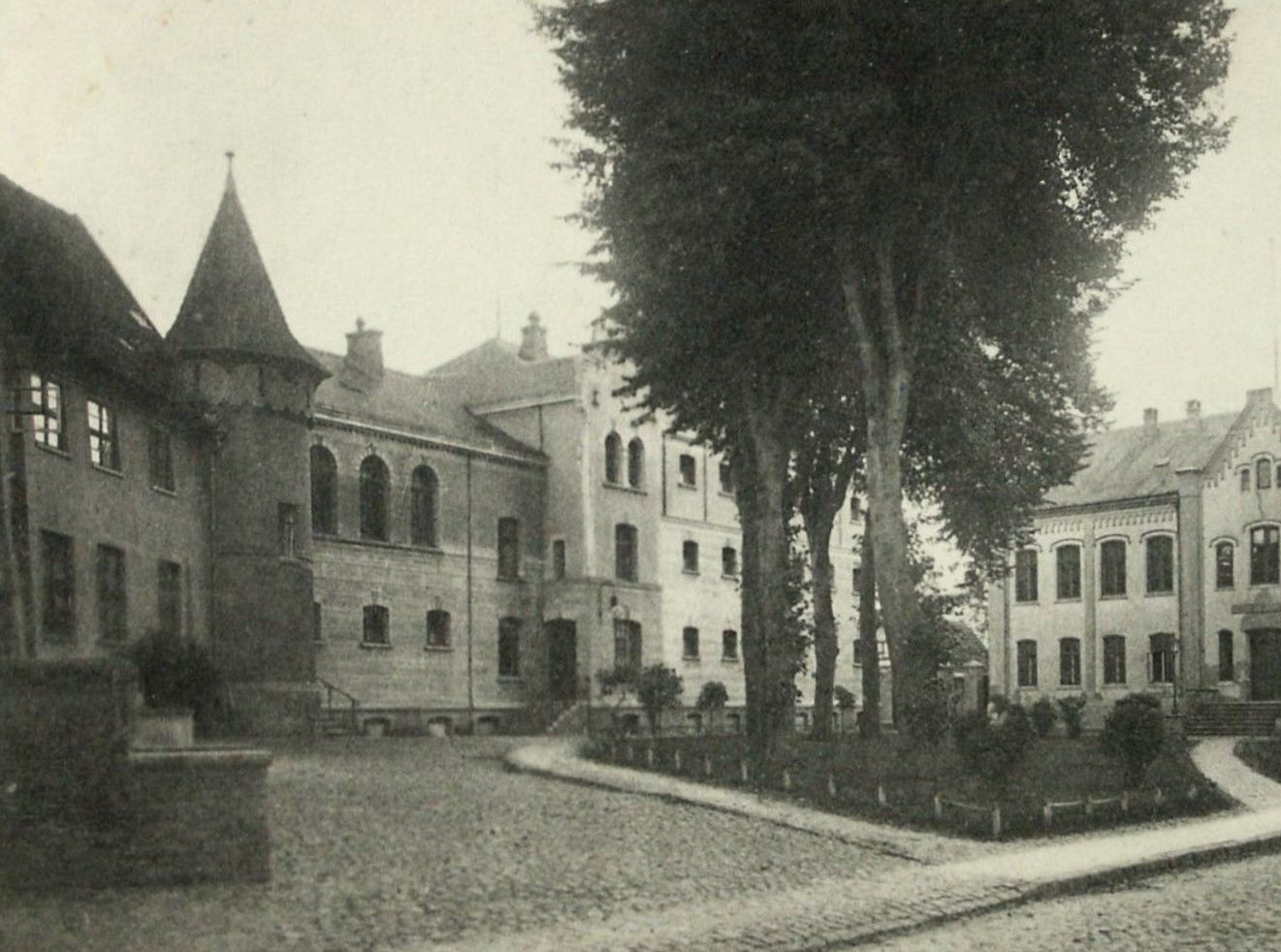
Weiberhaus 1910

1902 erhielt der Oberlandbaumeister Adolph Prahst den Auftrag vom großherzoglichen Justizministerium, ein neues Weiberhaus zu bauen, das neben dem sogenannten Krummen Haus. auf der gegenüberliegenden Seite entstand. Zwei Jahre später, im Jahr 1904, wurde das dreigeschossige, rechteckige Gebäude in der ehrwürdigen Reformarchitektur errichtet und vereint harmonisch Elemente des Jugendstils. Besonders auffällig ist der markante Mittelrisalit, der von einem wohlgeformten Rundgiebel gekrönt wird. Im Inneren befand sich zudem eine kleine Kapelle. Dieses speziell konzipierte Gebäude sollte die unhaltbaren Zustände verbessern, die zuvor geherrscht hatten.
In der Zeit des Nationalsozialismus und während der SED-Herrschaft diente das Gefängnis zur Inhaftierung politischer Gegner.
Unter der militärischen Verwaltung nach dem 3. Mai 1945 durch die Rote Armee verblieb das Weiberhaus unter deutscher Justizverwaltung. Am 1. Januar 1951 übernahm die Volkspolizei das Gebäude. Das Gefängnis blieb nach 1951 Frauengefängnis und wurde 1961 aufgelöst.
Danach wurde es Sitz des Volkspolizeikreisamtes (VPKA) bis 1990. Anschließend war es für neun Jahre Sitz des Arbeitsamtes. Seit 2009 dient das Gebäude und das ehemalige Großherzogliche Amtshaus als städtische Grundschule, Hort und Freizeittreff.